# 골드스미스 대학
골드스미스(Goldsmiths, University of London)는 영국의 런던에 위치한 연구 중심의 공립대학이다. 예술, 디자인, 인문학, 사회과학 분야에 정통하며, 런던 대학교에 속해 있다. 예술 분야 및 순수미술, 디자인, 미술사, 커뮤니케이션 분야에서 세계적인 명문대로 평가된다.

## 학문적 성취
QS 세계 대학 순위에서 2019년 Communication & Media Studies 분야 세계 종합 7위, Art & Design 분야 세계 종합 11위에 올랐다.

### 예술
골드스미스 대학교는 세계를 선도하는 순수예술 및 디자인 교육으로 유명하다. 예술가 데이미언 허스트, 안토니 곰리, 패션 디자이너 비비안 웨스트우드  영화감독 스티브 매퀸, 음악가 제임스 블레이크 등이 골드스미스 출신이다.

## 학교 생활
전체 학생의 약 20퍼센트는 유학생이며, 전체 학부생 가운데 52퍼센트는 21세 이상의 성인 학생들이다. 전체 학생의 3분의 1은 대학원 과정을 밟고 있다.

## 저명한 동문
- 예술가 데이미언 허스트
- 예술가 안토니 곰리
- 영화감독 스티브 매퀸
- 패션 디자이너 비비안 웨스트우드
- 예술가 마크 월링거
- 음악가 제임스 블레이크
- 음악가 데이먼 알반
- 음악가 알렉스 제임스
- 음악가 그레이엄 콕슨
- 요크 공녀 베아트리스

## 갤러리

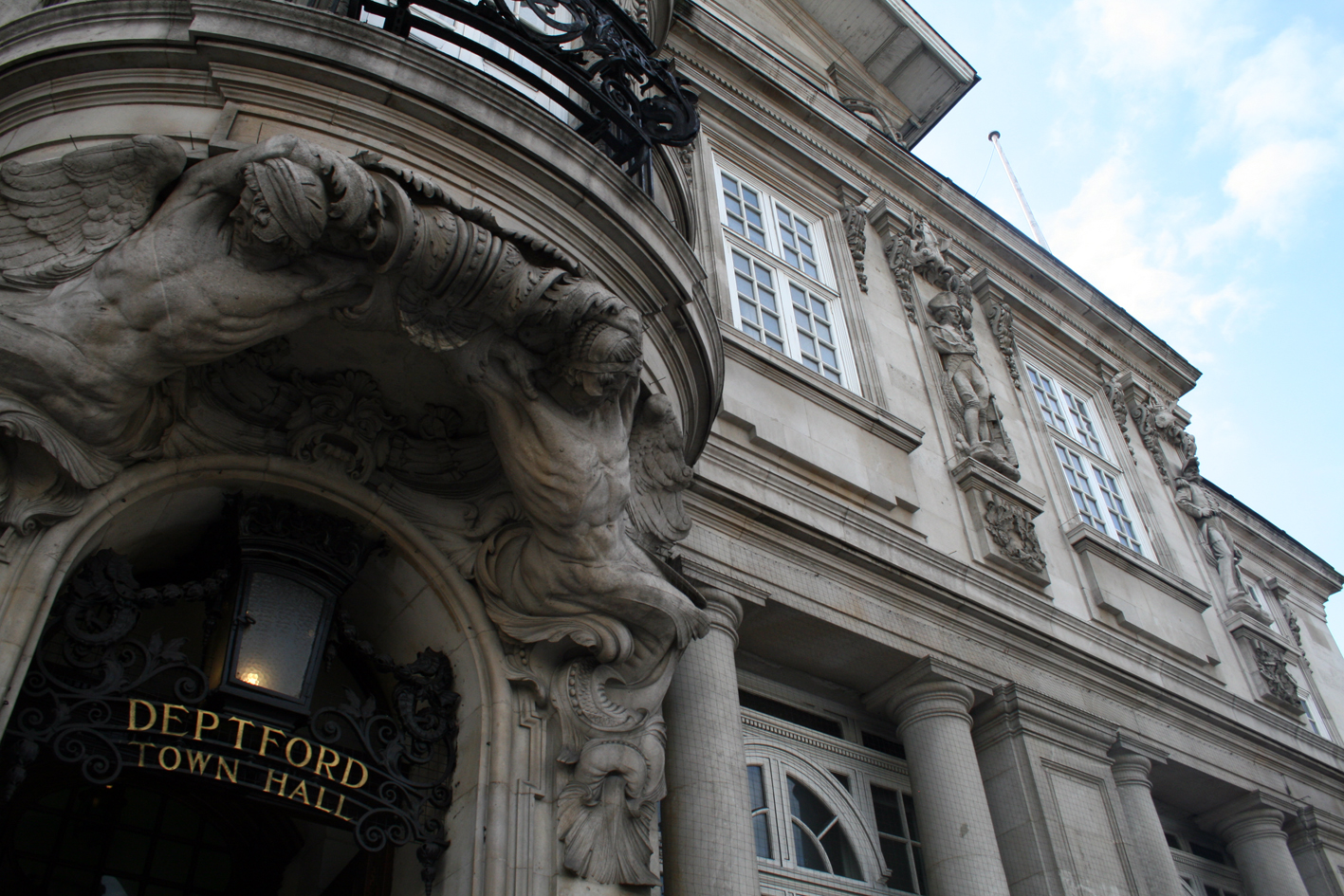
Deptford Town Hall Building
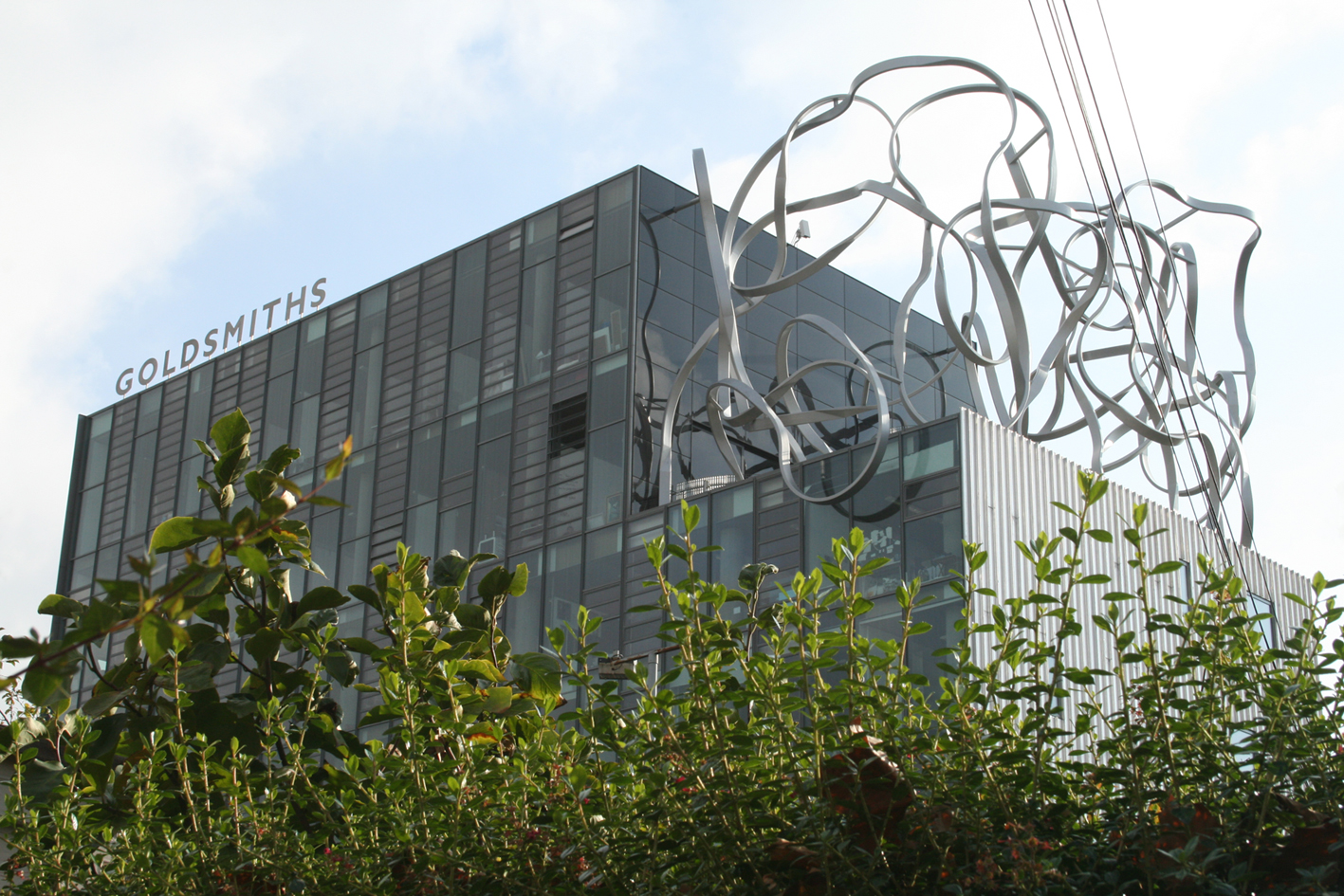
The Ben Pimlott Building
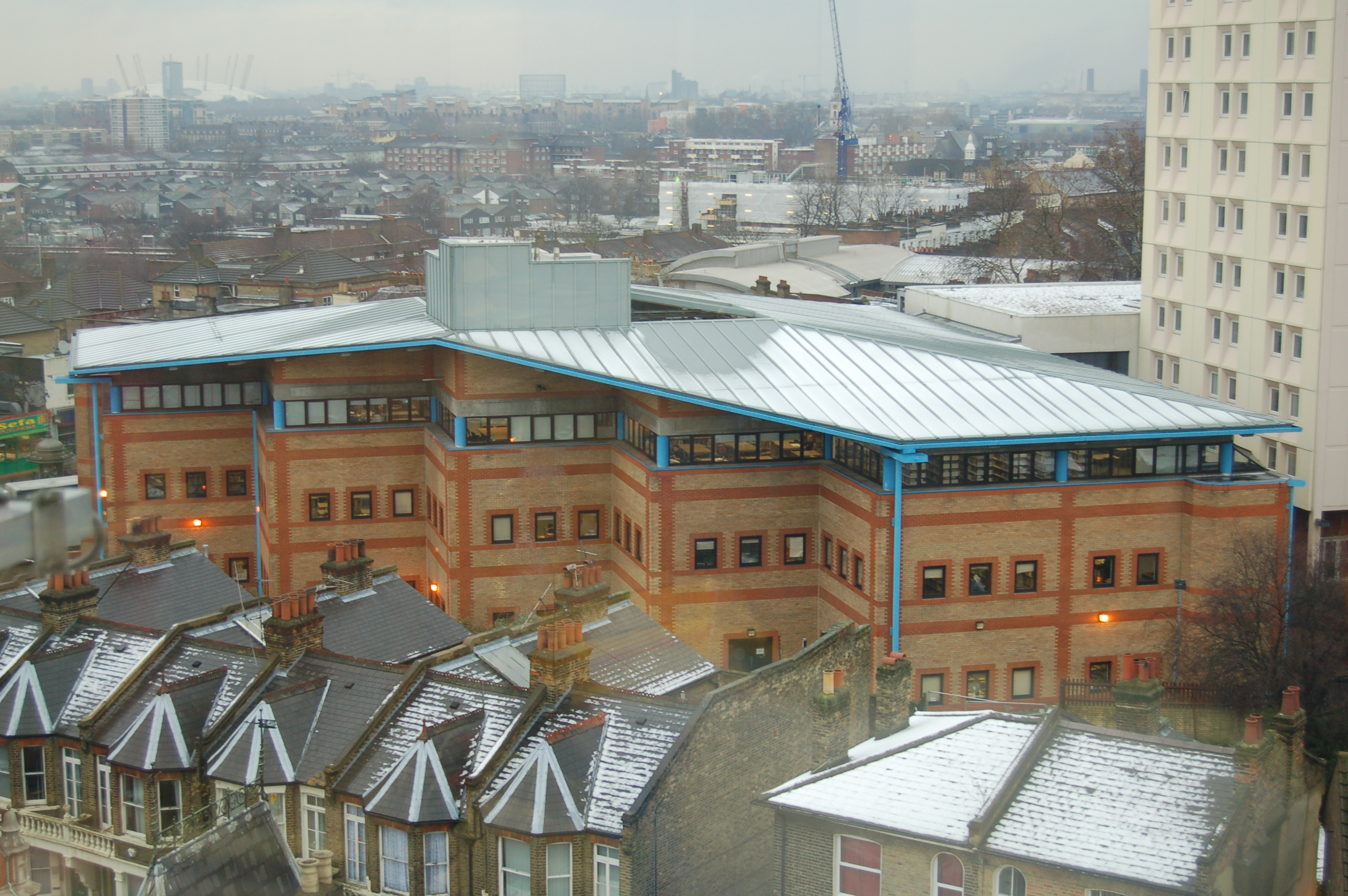
The Library